# Komarno
Komarno (în ucraineană Комарно, în poloneză Komarno) este un oraș raional din raionul Horodok, regiunea Liov, Ucraina. În afara localității principale, nu cuprinde și alte sate.

## Demografie
Componența lingvistică a orașului Komarno
     Ucraineană (99,2%)
     Alte limbi (0,5%)
Conform recensământului din 2001, majoritatea populației orașului Komarno era vorbitoare de ucraineană (99,2%), existând în minoritate și vorbitori de alte limbi.

## Istorie
Regatul Poloniei 1471–1569

 Uniunea statală polono-lituaniană 1569–1772

 Imperiul Habsburgic 1772–1804

 Imperiul Austriac 1804–1867

 Austro-Ungaria 1867–1918

 Republica Populară a Ucrainei Occidentale 1918–1919

 Republica Polonă 1919–1939

 Uniunea Sovietică (ocupația) 1939–1941

 Imperiul German (ocupația) 1941–1944

 Uniunea Sovietică (ocupația) 1944–1945

 Uniunea Sovietică 1945–1991

 Ucraina 1991–prezent 

## Galerie de imagini

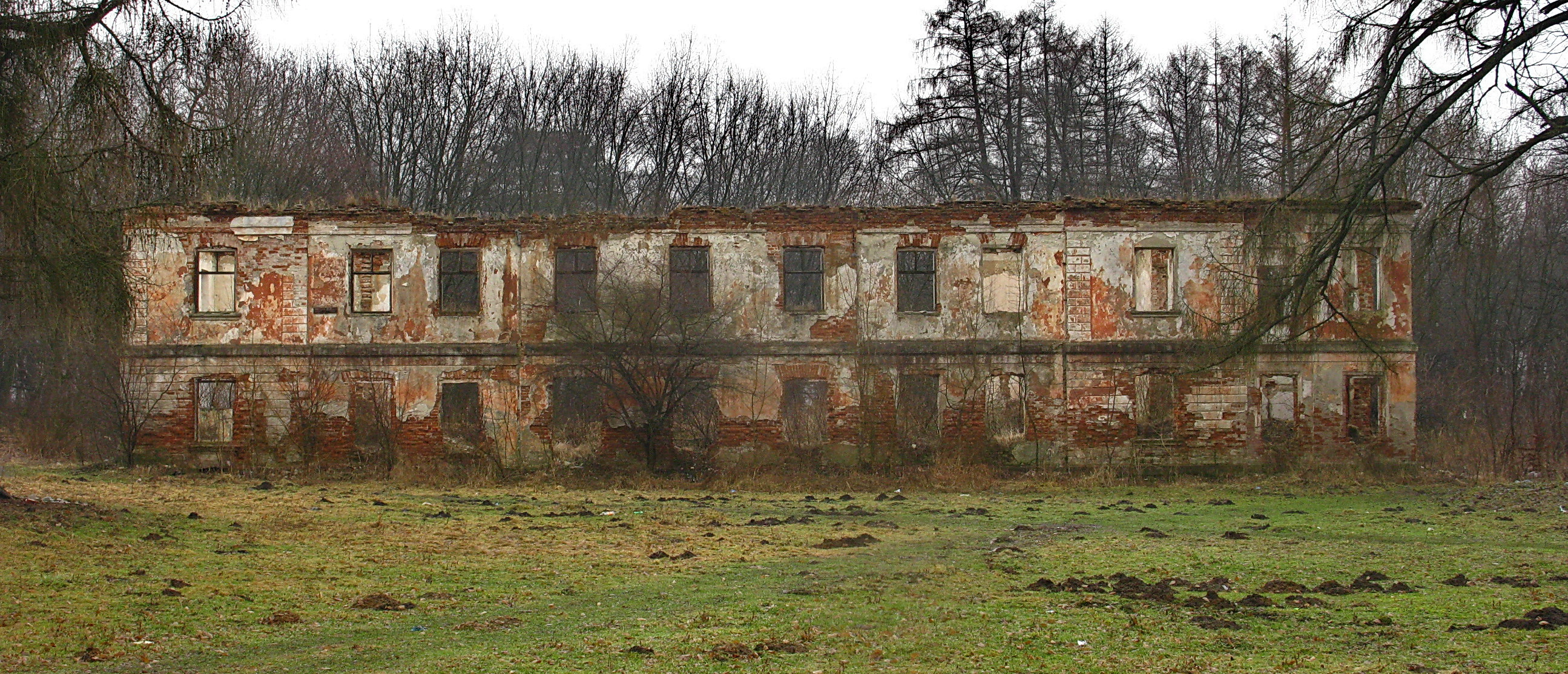
Palatul Lanckoroński
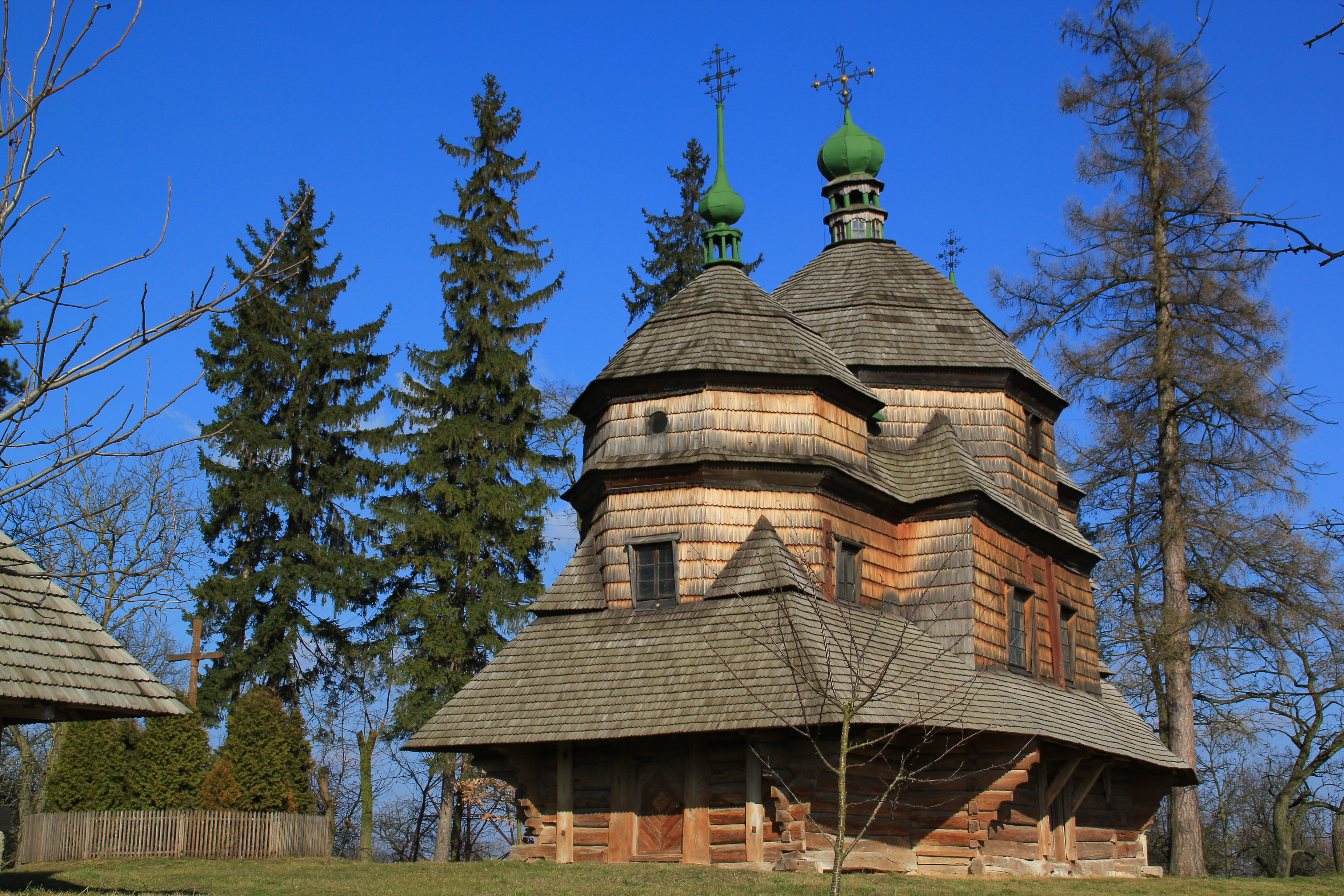
Biserica Greco-Catolică
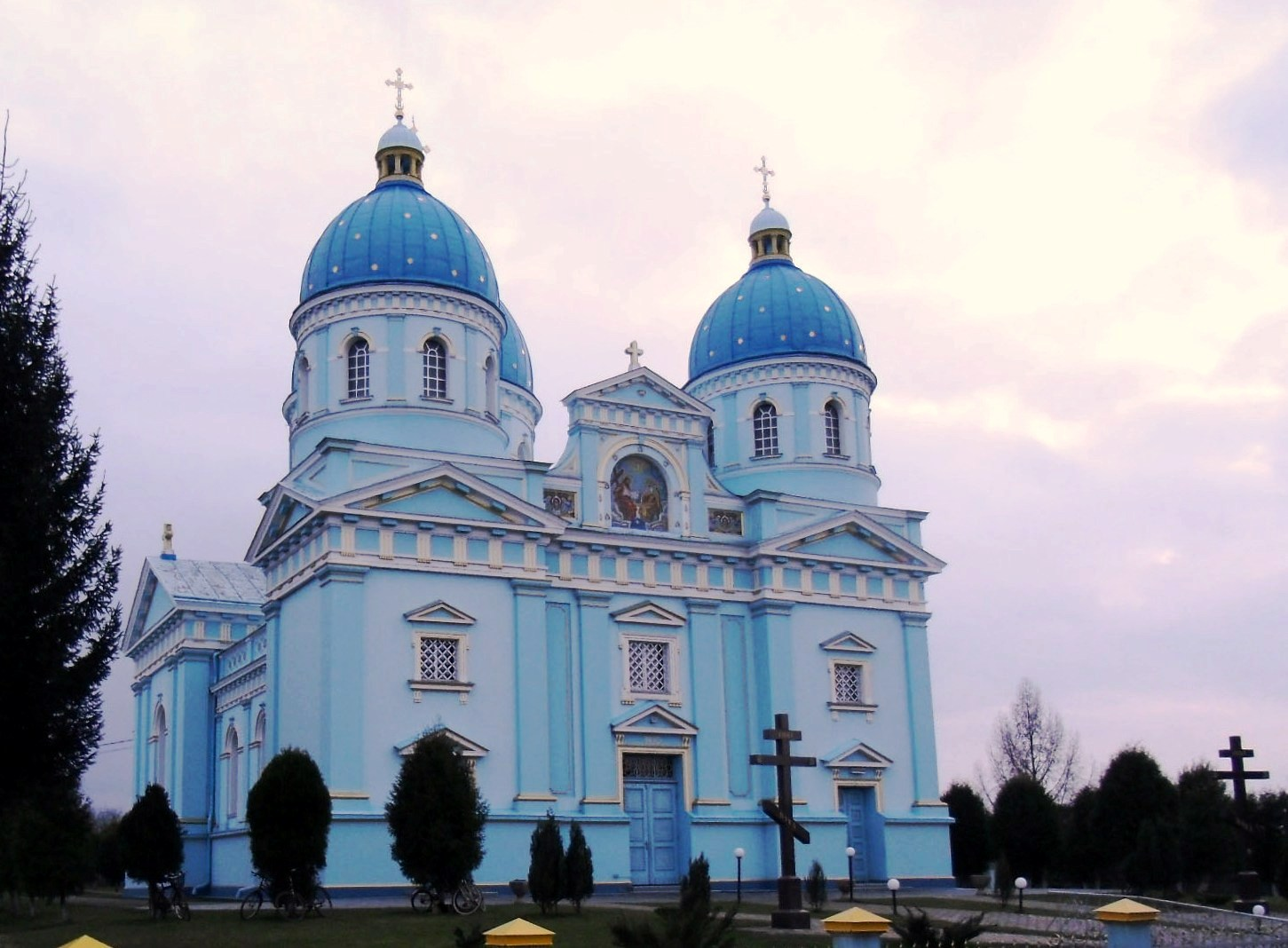
Biserica Ortodoxă
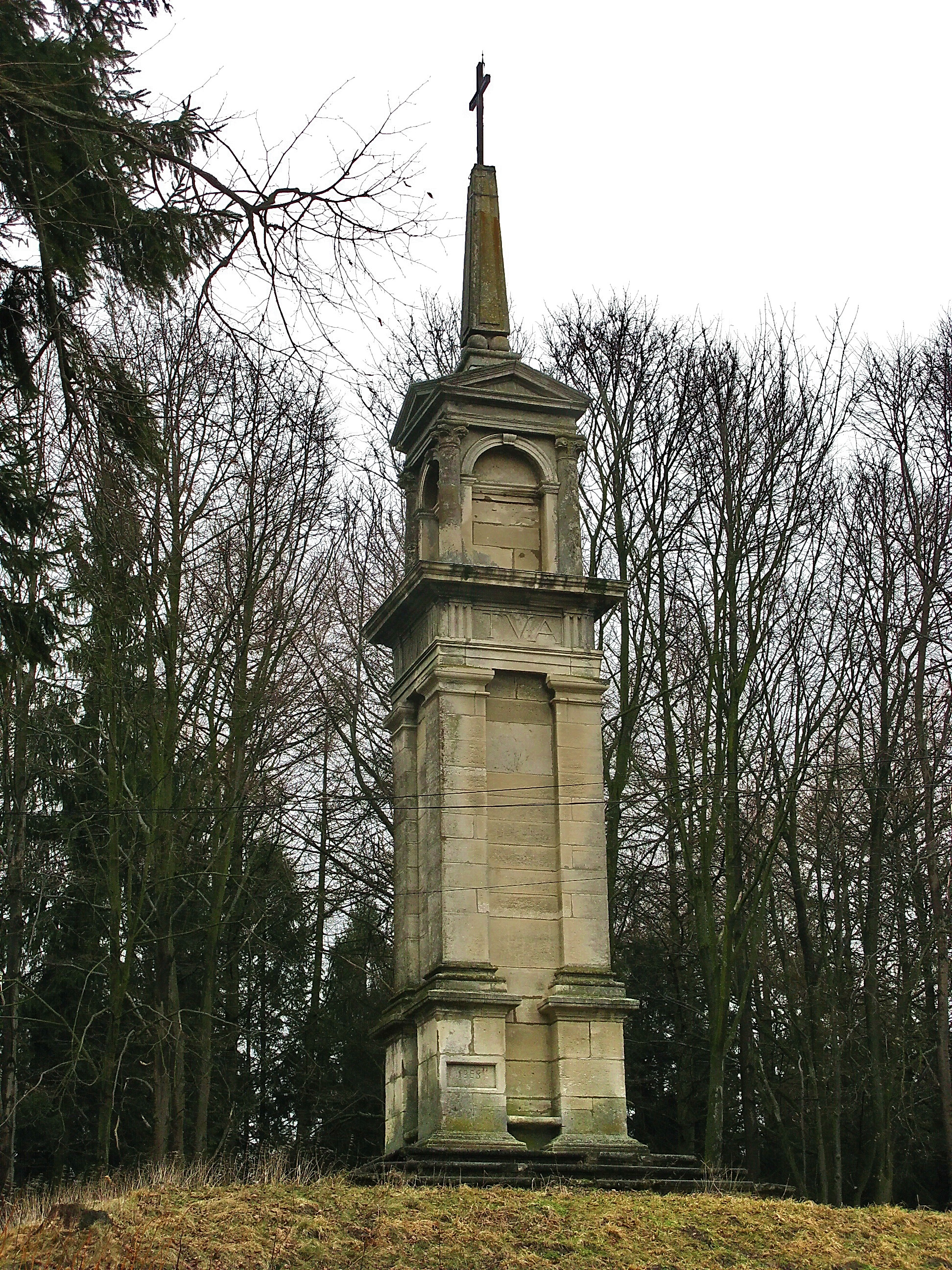
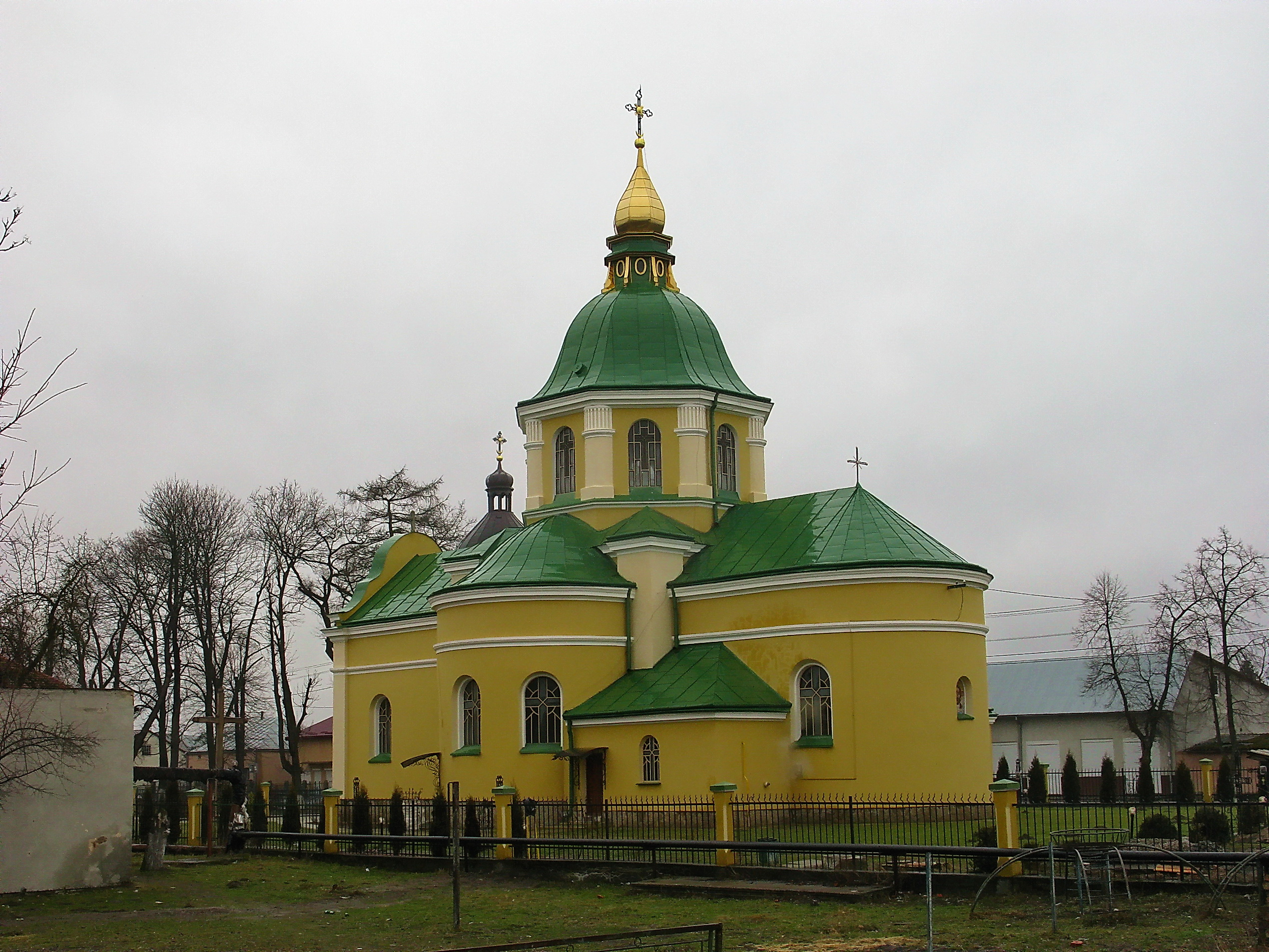